# José Augusto Maia
José Augusto Maia, conhecido também por "Zé Augusto" (Santa Cruz do Capibaribe, 20 de janeiro de 1956). É Radialista, músico, compositor e politico brasileiro. Foi vereador, vice-prefeito e prefeito de Santa Cruz do Capibaribe por dois mandatos e Deputado Federal. Atualmente está sem cargo público.

## Carreira
Entrou para a vida pública em 1988, quando se elegeu vereador em Santa Cruz do Capibaribe. Em 1992 foi eleito vice-prefeito na chapa junto com o então prefeito Aragãozinho. Em 1996 retornou a Câmara de Vereadores, sendo o vereador mais votado no município, sendo também conduzido a mesa diretora como presidente. Após se destacar no âmbito municipal, candidatou-se a deputado estadual em 1998, não sendo eleito.
Em 2000, foi candidato a prefeito de Santa Cruz do Capibaribe pelo PSB tendo como vice o também vereador Toinho do Pará. Foi eleito com 15.495 (42,2%) votos, derrotando o ex-prefeito e favorito Ernando Silvestre (PFL). Foi reeleito em 2004 desta vez pelo PMDB e tendo como vice o popular e ex-vice-prefeito Zé Elias, obteve 18.101 (43,9%) dos votos, vencendo o vereador Dr. Nanau que obteve 16.107 (39,1%) votos.
Já em 2008 conseguiu eleger o seu sucessor a prefeitura de Santa Cruz do Capibaribe, o então Deputado estadual Toinho do Pará (PTB) numa eleição contra o também Deputado Estadual Edson Vieira (PSDC), Toinho obteve 21.507 (45,3%) votos contra 18.516 (39,0%) do seu opositor Edson Vieira.
Nas eleições de 2010 disputou uma vaga para a Câmara Federal pelo PTB e foi eleito deputado federal com 46.267 votos. Em 2013, se filiou ao partido então criado, PROS, tornando-se presidente regional.
Em 2012 sofreu uma derrota, candidato novamente a prefeitura de Santa Cruz do Capibaribe perdeu a eleição para o Deputado Estadual Edson Vieira (PSDB) que conquistou 23.460 (43,8%) votos ficando a frente de Zé Augusto que conseguiu 20.558 (38,3%) votos.
Em 2014 sofreu um golpe do PROS, para que apoiasse o candidato Paulo Câmara (PSB) para governador de Pernambuco e, assim, romper uma aliança histórica com o Senador Armando Monteiro Neto (PTB). Como não aceitou, também não pode ser candidato a reeleição para Deputado Federal, vindo a apoiar, a pedido de Armando Monteiro, o candidato Ricardo Teobaldo (PTB), ex-prefeito de Limoeiro. Nas eleições de 2014 conseguiu, em sua terra natal, 8.834 votos para Teobaldo, sem o apoio do seu grupo que optou por Luciano Bivar para Federal.
Nessa eleição de 2016, elegeu seu filho Augusto Maia (PTN) vereador de Santa Cruz do Capibaribe, sendo o terceiro mais votado e segundo do seu grupo politico com 2.466 (5.42%) votos.
Era pré-candidato a Deputado Estadual em 2018, porém desistiu da candidatura e lançou seu filho Tallys Maia (Avante) como candidato. Tallys obteve 11.713 votos, sendo 7.372 somente em Santa Cruz do Capibaribe, principal reduto eleitoral de Zé Augusto, onde foi o 3º mais votado na cidade. Tallys foi o segundo candidato mais votado do seu partido ficando atrás apenas de João Paulo Costa, com 24.789 votos.

## Atividades profissionais e cargos públicos
- Empresário, Santa Cruz do Capibaribe, PE, 1974-2016;
- Músico e compositor, Santa Cruz do Capibaribe, PE, 1974-2016;
- Radialista, Santa Cruz do Capibaribe, PE, 1974-2016;
- Presidente, do Moda Center Santa Cruz, shopping atacadista de confecções, Santa Cruz do Capibaribe, PE, 2009-2010.

## Prêmios
- Prêmio Barbosa Lima Sobrinho de Prefeito Empreendedor-PE - Serviço Brasileiro de Apoio às Micro e Pequenas Empresas (SEBRAE), Santa Cruz do Capibaribe, PE, 2006;
- Prêmio Instituto Biosfera;
- Prefeito de Destaque - Diário de Pernambuco;
- Cidadão Construtor da Paz - SDS-PE;
- Medalha do Mérito Militar - PMPE;
- Título de Cidadão Paraibano;
- Título de Cidadão Brejense - Brejo da Madre de Deus-PE;